# Lifehouse (álbum)
Lifehouse é o terceiro álbum de estúdio da banda Lifehouse, sendo lançado em 12 de julho de 2005.
O álbum é exclusivo para a banda, pois foi o sucesso que mais repercutiu até aquele momento. Recebeu críticas positivas após a liberação, provando ser mais popular que seu álbum anterior, Stanley Climbfall, de 2002. Estreou na posição de número #10 na Billboard 200, vendendo 63 mil cópias em sua primeira semana de lançamento e, foi certificado em disco de ouro pela RIAA. Lifehouse já vendeu mais de 895 mil unidades nos Estados Unidos e mais de 3 milhões no mundo todo.

## Faixas
| N.º | Título                   | Duração |  |
| 1.  | "Come Back Down"         | 4:36    |  |
| 2.  | "You and Me"             | 3:15    |  |
| 3.  | "Blind"                  | 5:01    |  |
| 4.  | "All in All"             | 2:56    |  |
| 5.  | "Better Luck Next Time"  | 3:38    |  |
| 6.  | "Days Go By"             | 3:24    |  |
| 7.  | "Into the Sun"           | 5:21    |  |
| 8.  | "Undone"                 | 3:25    |  |
| 9.  | "We'll Never Know"       | 3:25    |  |
| 10. | "Walking Away"           | 4:46    |  |
| 11. | "Chapter One"            | 3:39    |  |
| 12. | "The End Has Only Begun" | 4:22    |  |

Faixas bônus
| N.º | Título                | Duração |  |
| 13. | "Today"               | 3:01    |  |
| 14. | "Along the Way"       | 4:03    |  |
| 15. | "Through These Times" | 4:12    |  |
| 16. | "Butterfly"           | 3:55    |  |
| 17. | "Ordinary Pain"       | 3:12    |  |
| 18. | "Better Part of Me"   | 3:22    |  |